# Saint-Uniac
 Saint-Uniac  es una población y comuna francesa, situada en la región de Bretaña, departamento de Ille y Vilaine, en el distrito de Rennes y cantón de Montauban-de-Bretagne.

## Demografía
| 260 | 236 | 233 | 274 | 344 | 350 |
| Para los censos de 1962 a 1999 la población legal corresponde a la población sin duplicidades (Fuente: INSEE [Consultar]) |     |     |     |     |     |